# Grand Prix Pino Cerami 1974
Il Grand Prix Pino Cerami 1974, undicesima edizione della corsa, si svolse il 28 marzo su un percorso di 225 km, con partenza e arrivo a Wasmuel. Fu vinto dal belga Marc Demeyer della Carpenter-Confortluxe-Flandria davanti ai suoi connazionali Dirk Baert e Rik Van Linden.

## Ordine d'arrivo (Top 10)
| Pos. | Corridore                | Squadra                        | Tempo    |
| ---- | ------------------------ | ------------------------------ | -------- |
| 1    | Marc Demeyer             | Carpenter-Confortluxe-Flandria | 5h45'00" |
| 2    | Dirk Baert               | M.I.C.-Ludo-De Gribaldy        | s.t.     |
| 3    | Rik Van Linden           | Ijsboerke-Colner               | a 15"    |
| 4    | Robert Mintkiewicz       | Sonolor-Gitane                 | s.t.     |
| 5    | Jozef Abelshausen        | Ijsboerke-Colner               | s.t.     |
| 6    | Wilfried Wesemael        | M.I.C.-Ludo-De Gribaldy        | s.t.     |
| 7    | Jan Krekels              | Tim Oil-Novy                   | s.t.     |
| 8    | Frans Mintjens           | Molteni                        | s.t.     |
| 9    | José De Cauwer           | Sonolor-Gitane                 | s.t.     |
| 10   | Jean-Pierre Danguillaume | Peugeot-BP-Michelin            | s.t.     |